# Coco Montrese
Coco Montrese   (Miami, 2 de juliol de 1974), nom artístic de Martin Cooper, és una drag-queen, artista i personalitat de televisió dels Estats Units. Montrese va donar-se a conèixer després de ser coronada Miss Gay America 2010 quan es va revocar el títol d'Alyssa Edwards. Posteriorment, va aparèixer amb Edwards a la temporada 5 de RuPaul's Drag Race i va aconseguir popularitat internacional. Més endavant, Montrese va tornar al format RuPaul's Drag Race: All Stars, a la temporada 2.

## Joventut
Martin Cooper va néixer el 2 de juliol de 1974 a Miami, Florida. Va créixer en una "llar molt religiosa" com a fill d'un pastor pentecostal. Montrese va estudiar teatre i educació a l'Alabama State University.

## Carrera
Montrese es va interessar pel drag als 19 o 20 anys i va ser nomenada Montrese per la seva mare drag Mokha Montrese. Va entrar al certamen i finalment va quedar subcampiona del concurs Miss Gay America del 2010. A la titular, Alyssa Edwards, se li va retirar la seva corona per un conflicte de negocis amb l'organitzador. El 27 de febrer de 2010, Montrese va ser finalment coronada com Miss Gay America 2010.
Abans d'aparèixer a RuPaul's Drag Race, Montrese va treballar a Walt Disney World durant 11 anys com a animador del programa Fantasmic. Treballar allà li va permetre treballar durant el dia i fer drag a les nits. Després es va traslladar a Las Vegas, on va aparèixer en diversos espectacles com a imitadora de Janet Jackson.
Montrese es va presentar una sola vegada a RuPaul's Drag Race i va ser acceptada per a la cinquena temporada com una de les catorze concursants. La temporada es va emetre entre el gener i el 6 de maig de 2013. Durant el programa, Montrese va ser criticada pel seu maquillatge taronja, que va inspirar molts mems a Internet. Va quedar quatre vegades a les últimes posicions i finalment va enviar la seva "arxienemiga" Alyssa Edwards a casa després d'un duel de playback. Montrese va acabar sent eliminada per Detox Icunt la setmana següent, fent que quedés en el cinquè lloc de la classificació.
Montrese va ser escollida per aparèixer a la segona temporada de RuPaul's Drag Race: All Stars, que es va estrenar el 25 d'agost de 2016. Montrese va ser la primera concursant a ser eliminada de l'edició, sent eliminada per Roxxxy Andrews.
Als MTV Video Music Awards de 2016, Montrese es va disfressar de Lil 'Kim del 1999 amb un mono morat inspirat en una sirena.
La filla drag de Montrese és la drag-queen de Las VegasKahanna Montrese, concursant de la temporada 11 de Drag Race.
Al setembre de 2019, a la RuPaul's DragCon, Montrese va ser nomenada part d'un elenc rotatiu d'una dotzena de drag queens de RuPaul's Drag Race Live!, un espectacle de Las Vegas al Flamingo Las Vegas. L'espectacle compta amb la música de RuPaul i exconcursants de Drag Race.

## Títols de certàmens
- Miss Gay America - primera suplent, finalment guanyadora (2010)[6]
- Miss Gay Heart of America (2009)[18]
- Miss Gay Heart of America - primera suplent (2008)[19]
- Miss Gay Orlando (2008)[20]
- Miss Gay Days (2008)[21]
- Miss Gay Florida America (2007)[22]
- Miss Gay Florida USofA (2005)
- Miss Lakeland (2003)[23]
- Miss Hernando County

## Vida personal
Al setembre de 2016, Cooper es va casar amb Alfonzo Hestle.
Quan se li va preguntar si les persones queer havien de donar suport al moviment Black Lives Matter, Montrese va respondre: "Crec que és important que la comunitat LGBTQ doni suport a tots els moviments que donin suport a totes les persones i la igualtat per a tots. Si no comencem a donar llum a aquestes coses, les generacions més joves ni tan sols ho reconeixeran. Si no recordes el passat, estàs condemnat a repetir-lo. Tots lluitem pel mateix (volem que se'ns vegi igual que tothom), així que sí, haurien de donar-hi suport".

## Filmografia

### Televisió
| Any  | Títol                                      | Notes                             |
| ---- | ------------------------------------------ | --------------------------------- |
| 2013 | Toddlers and Tiaras                        | Episodi: "Las Vegas: LalapaZOOza" |
| 2013 | RuPaul's Drag Race, temporada 5            | 12 episodis                       |
| 2013 | New Now Next Awards                        |                                   |
| 2013 | RuPaul's Drag Race: Untucked               | 10 episodis                       |
| 2016 | RuPaul's Drag Race: All Stars, temporada 2 | 3 episodis                        |
| 2020 | KTNV-TV                                    | Convidada                         |
| 2020 | RuPaul's Drag Race: Vegas Revue            | Convidada                         |

### Sèries web
| Any  | Títol            | Paper        | Notes                      | Ref.   |
| ---- | ---------------- | ------------ | -------------------------- | ------ |
| 2014 | Ring My Bell     | Ella mateixa | Convidada                  | [ 27 ] |
| 2014 | Bestie$ For Ca$h | Ella mateixa | Convidada especial         | [ 28 ] |
| 2016 | Queen to Queen   | Ella mateixa | Convidada, amb Ginger Minj | [ 29 ] |
| 2020 | Hey Qween        | Ella mateixa | Convidada                  | [ 30 ] |

### Vídeos musicals
| Any  | Títol          | Artista                                    |
| ---- | -------------- | ------------------------------------------ |
| 2016 | "The T"        | Alaska Thunderfuck                         |
| 2020 | "Bitch Please" | Derrick Barry, Nebraska Thunderfuck i Velo |